# Suðuroyarfjørður
Suðuroyarfjørður är ett sund i Färöarna (Kungariket Danmark).   Det ligger i sýslan Suðuroyar sýsla, i den södra delen av landet, 40 km söder om huvudstaden Tórshavn.